# Xosé Cuiña Crespo
Xosé Cuiña Crespo (Lalín, Pontevedra, 25 de febrer de 1950 – Santiago de Compostel·la, La Corunya, 28 de desembre de 2007) va ser un polític espanyol del Partit Popular de Galícia (PPdeG).

## Biografia
Industrial, va cursar estudis de perit agrònom i biologia a Valladolid i Santiago de Compostel·la, encara que sense arribar a finalitzar-los.
Va començar la seva carrera política com a alcalde de Lalín, el seu poble natal, entre 1979 i 1990, primer com a independent i després per Aliança Popular. Després va ser president de la Diputació Provincial de Pontevedra entre 1987 i 1990, conseller d'Obres Públiques (1990-2003) de la Junta de Galícia sota la presidència de Manuel Fraga, secretari general del Partit Popular de Galícia entre 1990 i 1999, i diputat al Parlament de Galícia (1990-2007).
El 2005 va presentar la seva candidatura a la successió de Fraga, però no va tenir suports entre les bases del partit, i ni tan sols va reunir avals suficients per a arribar al congrés que va acabar entronitzant al candidat de la direcció nacional, el exvicepresident de la Xunta de Galícia Alberto Núñez Feijoo. Després d'aquesta derrota, Cuiña va assegurar que no abandonaria l'organització. I així ho va complir, ja que va mantenir el seu lloc com a diputat en el Parlament de Galícia fins als seus últims dies.
Va morir el 28 de desembre de 2007 després d'una infecció respiratòria, agreujada per una pneumònia, als 57 anys d'edat a l'Hospital Clínic de Santiago de Compostel·la.

## Pol·lèmiques
Cuiña va ser el considerat delfí de Manuel Fraga, però el 16 de gener de 2003 va haver de dimitir com a conseller de la Junta de Galícia en saber-se que una empresa relacionada amb la seva família havia venut 8.500 vestits d'aigua i 3.000 pales per a netejar el fuel abocat pel Prestige. Es va saber finalment que havia estat sense benefici, però en realitat es tractava d'una operació política de major importància, orquestrada sota la competència per la successió de Manuel Fraga.